# Domenico Fioravanti
Domenico Fioravanti (Italia, 31 de mayo de 1977) es un nadador italiano especializado en pruebas de estilo braza, donde consiguió ser campeón olímpico en 2000 en los 100 metros y 200 metros.

## Carrera deportiva
En los Juegos Olímpicos de Sídney 2000 ganó la medalla de oro en los 100 metros, con un tiempo de 1:00.46 segundos que fue récord olímpico, por delante del estadounidense Ed Moses y del ruso Roman Sloudnov; y también el oro en los 200 metros, con un tiempo de 2:10.87 segundos que fue récord europeo por delante del sudafricano Terence Parkin y del también italiano Davide Rummolo.